# Anstændighed
Anstændighed (af anstand = værdighed, sømmelighed, korrekt optræden) er betegnelse for, hvad man vil være (offentligt) bekendt hhv. ikke bekendt. Hvad der er anstændigt modsat uanstændigt afgøres af konsensus i det miljø, hvor man færdes.
I nogle lande er det f.eks. uanstændigt, at kvinder offentligt viser deres ansigt og/eller hår. I andre lande er det høfligt at bøvse ved maden. I nogle lande er det anstændigt at spise med fingrene, mens dette i andre lande anses for at være særdeles uopdragent. I mange lande anses det for uanstændigt overhovedet at trodse familieoverhovedets vilje. Hvis man gør det alligevel, er det en skamfuld affære, ikke bare for den pågældende, men for hele familien.
Hvis man ikke opfører sig anstændigt, kan man regne med gruppens foragt, hån og eventuelt ligefrem social udstødelse og/eller korporlig afstraffelse. De fleste mennesker føler sig umiddelbart flove i forbindelse med brud på anstændighedsnormen. Andre overholder den ikke eller gør demonstrativt oprør mod den, men må så evt. mærke følgerne af det.
| filosofi | Spire Denne filosofiartikel er en spire som bør udbygges. Du er velkommen til at hjælpe Wikipedia ved at udvide den. |